# 大化镇 (大化县)
大化镇，是中华人民共和国广西壮族自治区河池市大化瑶族自治县下辖的一个乡镇级行政单位。
素有“电都”美誉，总面积37平方公里，总人口58409人，是集建材、冶炼、建筑、加工、旅游、食品、商业、饮食服务等多方面综合发展的新兴城镇。

## 行政区划
大化镇下辖以下地区：
红电社区、大化社区、荣华社区、古感村、坡了村、龙口村、龙马村、城内村、流水村、凤翔村、仁良村、上旗村、景山村、亮山村、春兴村、双排村、达悟村、大调村、敦肃村和百秀村。